# A Intérprete
A Intérprete  (The Interpreter, ou L'interprète) é um filme britânico, estadunidense e francês de 2005, do gênero suspense, dirigido por Sydney Pollack.

## Enredo
Silvia Broome é uma intérprete trabalhando nas Nações Unidas em Nova York. Ela foi criada na República do Matobo, um país Africano fictício, mas tem dupla  cidadania. A ONU está considerando indicar Edmond  Zuwanie, o presidente do Matobo, para ser julgado no Tribunal Penal Internacional. Inicialmente, um  libertador, ao longo dos últimos 20 anos, ele tornou-se tão corrupto e tirânico como o  governo que ele derrubou, e é  agora responsável por chacina étnica, outras atrocidades dentro de Matobo. Zuwanie se antecipa para visitar a ONU e apresentar  seu próprio caso à Assembléia Geral, em uma tentativa de evitar a acusação.
Um alerta de segurança obriga a evacuação do edifício da ONU e quando Silvia retorna à noite para  recuperar alguns pertences pessoais, ela ouve dois homens  discutindo um plano de  assassinato em Ku (um dialeto do Oeste da África que ela entende). Silvia sai correndo com medo do  edifício quando os homens que estavam discutindo percebem a presença dela. No dia seguinte, Silvia reconhece palavras em uma reunião onde ela está interpretando frases que ouviu na noite anterior, e relata o incidente à segurança da ONU; alvo do enredo parece ser o próprio Zuwanie. Eles, por sua vez,  chamam o Serviço Secreto dos Estados Unidos, que atribui Tobin  Keller e Dot Woods para investigar e proteger Zuwanie quando ele chegar. Keller descobre que Silvia, no passado, esteve envolvida em um grupo guerrilheiro em Matoba, seus pais e irmã foram mortos por minas terrestres deixadas pelos homens de Zuwanie, e que ela já namorou um dos adversários políticos de Zuwanie. Embora  Keller seja suspeito da história de Silvia, os dois se aproximam e Keller acaba por protegê-la de  ataques a sua pessoa. Silvia mais  tarde descobre que seu irmão Simon e seu amante Xola foram mortos (como mostrado na cena de abertura).
O suposto assassino é descoberto (e morto a tiros), enquanto Zuwanie está no meio de seu discurso à Assembléia Geral e o pessoal de segurança coloca Zuwanie em um quarto para sua proteção. Silvia, antecipando isso, se esconde no cofre, e confronta Zuwanie e pretende matá-lo ela mesma. Keller determina que o plano de assassinato é uma operação de bandeira falsa criado por Zuwanie para ganhar credibilidade que seus rivais são terroristas e para dissuadir potenciais apoiantes da sua remoção. Keller corre para o cofre e chega mesmo a tempo para evitar Silvia de assassinar Zuwanie. Zuwanie é indiciado, e Silvia é expulsa dos Estados Unidos, voltando para casa em Matobo logo depois.[carece de fontes?]

## Elenco
- Nicole Kidman .... Silvia Broome
- Sean Penn .... Tobin Keller
- Catherine Keener .... Dot Woods
- Jesper Christensen .... Nils Lud
- Yvan Attal .... Philippe
- Earl Cameron .... Zuwanie
- George Harris .... Kuman-Kuman
- Michael Wright .... Marcus

## Produção
A Intérprete não foi inteiramente filmado na Cidade de Nova Iorque. A cena inicial do filme foi filmada em Moçambique, por uma equipe constituída maioritariamente por nativos da região Sul de África.
Foi o primeiro filme a obter autorização para realizar cenas dentro do prédio das Nações Unidas, no qual estão localizados o Conselho de Segurança e a Assembléia Geral. O orçamento de A intérprete foi de 80 milhões de dólares. Foi o último filme do diretor, que morreu em 2008.

## Recepção
A Intéprete teve uma recepção mista para positiva por parte da crítica especializada. No Rotten Tomatoes possui um índice de aprovação de 52%, com um consenso que diz: "Um suspense polido e inteligente, embora marcado por implausibilidades no enredo." Alcançou uma pontuação de 62/100 no Metacritic, em base de 41 avaliações profissionais.
Ian Nathan do Empire chamou o filme de "sólido, maduro e finamente agiu, mas de forma intermitente tonto." Do TV Guide Magazine, Maitland McDonagh disse que o "roteiro falatório, lento é tão desprovido de emoções - intelectuais ou não - que um mesmo do filme magistralmente encenado em sequência ... cai por terra." Do Philadelphia Inquirer, Steven Rea disse que o "filme se sente extenso, a edição é instável, e os fios da trama são ao mesmo tempo complicados e clichês."
Stephen Hunter do Washington Post achou que "fica cada vez mais complexo até que é quase risível; ele tem muitas batidas, muitos reveses, e no final parece inacreditável." Do Seattle Post-Intelligencer, William Arnold deu uma avaliação positiva dizendo: "Muito de um 'suspense paranóico estilo anos 70', com um estado de espírito, o tom e a cascata de reviravoltas que são altamente reminiscente de seu clássico de 1975, "Three Days of the Condor".